# Abner González
Pour les articles homonymes, voir González.
González  Rivera est un nom espagnol. Le premier nom de famille, en général paternel, est González ; le second, en général maternel, souvent omis, est Rivera.
Abner González Rivera, né le 9 octobre 2000 à Moca, est un coureur cycliste portoricain.

## Biographie

### Débuts
Abner González commence le cyclisme à l'âge de 14 ans pour suivre son frère aîné Eric, cycliste amateur. Seulement un an plus tard, il est sélectionné en équipe nationale de Porto Rico pour les championnats de la Caraïbe juniors, où il remporte une médaille de bronze dans le contre-la-montre,. En 2016, il remporte le Tour du Salvador et termine dans les vingt premiers du Tour de Colombie, dans la catégorie cadets.
Il commence ensuite à courir en Espagne en 2017, avec le club Cidade de Lugo. Bon grimpeur, il obtient plusieurs victoires, comme la Ruta do Albariño et la dernière étape de la Vuelta al Besaya, course par étapes réputée chez les jeunes en Espagne, qu'il termine à la troisième place. Il participe également aux mondiaux juniors de Bergen, où il se classe 88e. 
En 2018, il court dans l'équipe Bathco, avec lequel il obtient de nouveaux succès, comme une manche de la Coupe d'Espagne juniors à San Sebastián de los Reyes. Il termine également cinquième de la Vuelta al Besaya, juste derrière les meilleurs juniors espagnols. En fin d'année, il participe à ses seconds mondiaux juniors à Innsbruck, où il abandonne.
Malgré ses performances, il ne trouve pas de club en Espagne pour la saison 2019, et décide de rejoindre l'équipe américaine SoCalCycling.com. En mars, il se classe treizième de la Vuelta a la Independencia Nacional, qu'il dispute avec une sélection des Caraïbes. Au mois de juin, il signe dans l'équipe continentale Inteja-Imca-Ridea DCT, où il rejoint notamment son compatriote Elvys Reyes. Cinquième d'une étape au Tour de Beauce, il s'impose ensuite sur la course en ligne des championnats de Porto Rico. En novembre, il se classe deuxième du contre-la-montre aux championnats de la Caraïbe, à La Havane.
Pour 2020, il fait son retour en Espagne en signant chez Telcom-On Clima-Osés Const. Durant cette saison, il se distingue en remportant une étape contre-la-montre du Tour d'Alicante et la Clásica Ciudad de Torredonjimeno, manche de la Coupe d'Espagne amateurs. En novembre, il s'engage pour trois ans avec l'équipe Movistar. Il devient à cette occasion le premier cycliste portoricain à signer un contrat avec une équipe World Tour.

### Carrière professionnelle
Abner González fait ses débuts professionnels en février 2021 lors du Tour de La Provence. Lors de cette année, il remporte les deux titres nationaux.

## Palmarès
| - 2016 - Tour du Salvador cadets - 2017 - Ruta do Albariño - 4e étape de la Vuelta al Besaya - 3e de la Vuelta al Besaya - 2018 - Gran Premio Ayuntamiento de San Sebastián de los Reyes - 2019 - Champion de Porto Rico sur route - 2e du championnat de la Caraïbe du contre-la-montre - 2e du championnat de la Caraïbe du contre-la-montre espoirs - 2020 - 2e étape du Tour d'Alicante (contre-la-montre) - Clásica Ciudad de Torredonjimeno - 3e du Memorial Valenciaga | - 2021 - Champion de Porto Rico sur route - Champion de Porto Rico du contre-la-montre - 2024 - 9e étape du Tour du Portugal - 3e du Tour de l'Alentejo - 3e du Tour du Portugal - 2025 - Champion de Porto Rico du contre-la-montre - 2e du championnat de Porto Rico sur route |  |

## Classements mondiaux
| Année                                 | 2019  | 2020 | 2021 | 2022 | 2023  | 2024 |
| ------------------------------------- | ----- | ---- | ---- | ---- | ----- | ---- |
| Classement mondial                    | 1204e | nc   | 242e | 572e | 2090e | 501e |
| UCI America Tour                      | 161e  | nc   | 20e  | 50e  | nc    | 47e  |
|                                       |       |      |      |      |       |      |
| Légende : nc = non classéSource : UCI |       |      |      |      |       |      |